# Spiroctenus pardaliana
Spiroctenus pardaliana är en spindelart som först beskrevs av Simon 1903.  Spiroctenus pardaliana ingår i släktet Spiroctenus och familjen Nemesiidae. Inga underarter finns listade i Catalogue of Life.